# Jephtha

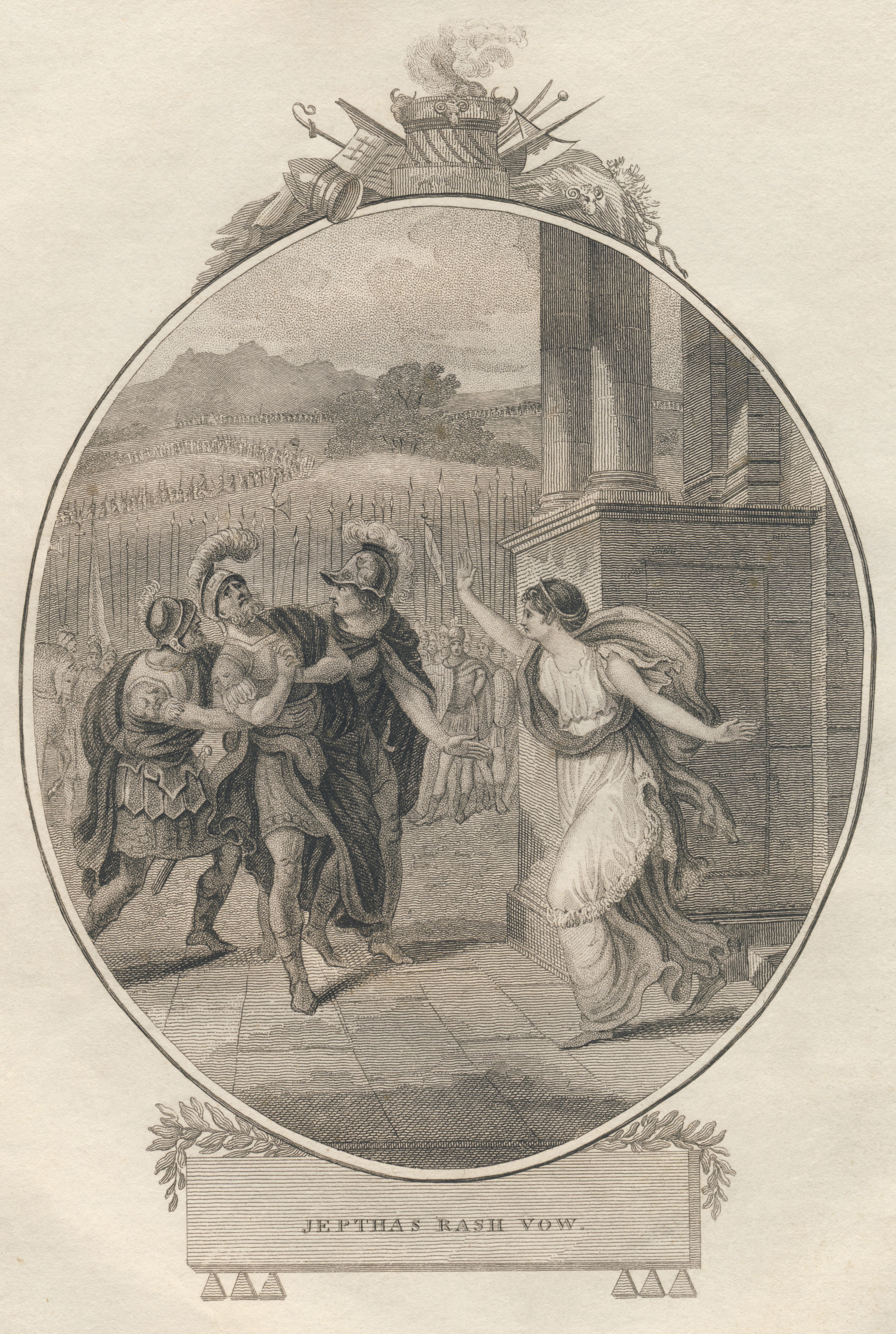
"Jephtha's Rash Vow" ("Jeftas obetänksamma löfte") (1807), av James Gundee & M. Jones, London.

Jephtha (HWV 70) är ett oratorium (1751) av Georg Friedrich Händel till ett libretto av Thomas Morell, som bygger på berättelsen om Jefta ur Domarboken i Gamla Testamentet i Bibeln och Jephthas sive votum (Jefta eller löftet) av George Buchanan.
Under arbetet med Jephta tilltog Händels oro över sin allt sämre syn och det visade sig att detta skulle bli hans sista oratorium. I partituret skrev han, efter körsatsen How dark, o Lord are thy decrees, "Reached here on 13 February, 1751, unable to go on owing to weakening of the sight of my left eye." (Nådde hit den 13 februari 1751, oförmögen att fortsätta på grund av min försämrade syn på vänster öga.") 
Berättelsen kretsar kring Jephthas obetänksamma löfte till den Allsmäktige, att om han segrade skulle han offra den första varelse han träffar då han återvänder. Han möts av sin älskade dotter Iphis. Till skillnad från skildringen i Bibeln förhindras offret av en ängel och Iphis behöver bara viga sitt liv åt Herren. (I den bibliska berättelsen har fadern inget annat val än att offra henne, men en kort frist ges och då Iphis plikttroget återvänder dödas hon.)
Händels sista mästerverk hade premiär på Covent Garden i augusti 1751 med en rollbesättning som bestod av två solister från operan, Giulia Frasi, Händels senaste primadonna sedan 1749, och Caterina Galli. Den spelades utan scenerier och kostymer uppdelad i tre akter.

## Roller
- Jephtha (tenor)
- Iphis, hans dotter (sopran)
- Storgé , hans hustru (mezzo-sopran)
- Zebul, hans bror (bas)
- Hamor, förälskad i Iphis (alt)
- Angel (sopran)
- Kör av israeliter
- Kör av präster
- Kör av jungfrur